# Sumy
Sumy (ukr. Суми) – miasto w północno-wschodniej części Ukrainy nad rzeką Pseł, przy granicy z Rosją, stolica obwodu sumskiego.

## Historia

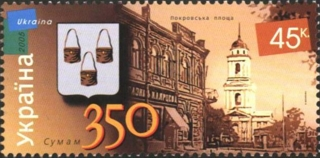
Sumy na znaczku pocztowym

Miasto zostało założone w 1652 przez „wychodźców z Małorusi” na terytorium tzw. „Słobodzkiej Ukrainy”. W latach 1658–1764 rosyjski ośrodek zarządzania wojskami pogranicza na granicy z Ukrainą Zadnieprzańską należącą do Rzeczypospolitej, siedziba pułku kozackiego. W roku 1708 miała tu miejsce rada wojenna cara Piotra I prowadzącego działania wojenne przeciwko królowi szwedzkiemu Karolowi XII i hetmanowi Mazepie.
Od 1765 stolica prowincji w guberni słobodzkiej, od 1835 siedziba ujezdu sumskiego w guberni charkowskiej. Połączenie kolejowe od 1877, od końca XIX w. ośrodek handlowy i przemysłowy (cukrownie). W 1900 miało 28,5 tys. mieszkańców. W latach 1918–1919 w rękach Armii Ochotniczej Denikina, potem część ZSRR, od 1939 stolica obwodu.
Podczas II wojny światowej, w latach 1941–1943 pod okupacją niemiecką. W Sumach mieściły się niemieckie nazistowskie więzienie oraz batalion pracy przymusowej dla Żydów. W styczniu 1944 r. w Sumach stacjonował 1 Zapasowy Pułk Piechoty 1 Korpusu Polskich Sił Zbrojnych, następnie na jego bazie utworzono Ośrodek Formowania i Uzupełnień Armii Polskiej i ewentualnie Główny Sztab Formowania. W Sumach przebywało i szkoliło się około 30 tys. polskich żołnierzy.
W latach 1944–1991 w Ukraińskiej SRR, od 1991 należy do niepodległej Ukrainy.
Podczas inwazji Rosji na Ukrainę, od 24 lutego do 4 kwietnia 2022 w Sumach i okolicach trwały walki, zakończone zwycięstwem Ukrainy i wycofaniem się Rosjan z obwodu sumskiego. 13 kwietnia 2025 w trakcie obchodów Niedzieli Palmowej doszło do rosyjskiego ataku rakietowego z użyciem pocisków balistycznych, w którym zginęło 35 osób, a 125 zostało rannych.

## Opis
W mieście znajduje się stacja kolejowa Sumy.
Głównym akcentem architektonicznym miasta jest sobór Przemienienia Pańskiego, katedra eparchii sumskiej Ukraińskiego Kościoła Prawosławnego Patriarchatu Moskiewskiego. Wzniesiona została w stylu neoklasycystycznym w XVIII wieku, gruntownie przebudowana w roku 1858 i ponownie w latach osiemdziesiątych XIX wieku, kiedy dodano 56-metrową dzwonnicę. Wnętrze świątyni zdobią freski Władimira Makowskiego i Kławdija Lebiediewa. Cerkiew Zmartwychwstania (1702), najstarsza budowla w mieście, zachowała się w dobrym stanie. Cerkiew św. Pantelejmona została zbudowana w roku 1911 według projektu Aleksieja Szczusiewa, na wzór średniowiecznych obiektów sakralnych Nowogrodu i Pskowa. W latach 1901–1914 trwała natomiast budowa soboru Trójcy Świętej.
Na kolekcję lokalnego Muzeum Sztuki im. Nykanora Onackiego składają się prace miejscowych artystów, jak również zagranicznych, jak np. holenderski pejzaż ze szkoły Jana van Goyena. Podstawą kolekcji muzeum jest jednak 300 dzieł stanowiących polską kolekcję sztuki, a należącą pierwotnie do Polaka Oskara Hansena. Był on dyrektorem zarządu spółki Biełgorodzko-Sumskiej Kolei Żelaznej, działaczem na rzecz polskiej społeczności w Rosji oraz miłośnikiem i znawcą sztuki starożytnej. Zgromadził bogatą kolekcję obrazów, grafik, rysunków, dzieł sztuki użytkowej, medali okolicznościowych i pieczątek. Zabytki te przepadły, gdy dostały się w 1919 roku w ręce bolszewików i zostały znacjonalizowane. Stały się one podstawą do utworzenia Muzeum Sztuki w Sumach. Znajdują się tutaj dzieła m.in. Wilhelma Kotarbińskiego, Jana Stanisławskiego, Aleksandra Orłowskiego Juliusza Kossaka, Michała Płońskiego, Franciszka Kostrzewskiego, Michała Andriollego i innych.

## Klimat
Sumy znajdują się na obszarze północno-wschodniej Ukrainy, w pasie umiarkowanego klimatu kontynentalnego: zimne i śnieżne zimy, gorące lata. Średnie temperatury: –6,9 °C w styczniu, 20,3 °C w lipcu. Średni opad roczny wynosi 513 mm, przy czym najwięcej deszczu spada w czerwcu i lipcu.

## Demografia
Według danych spisu powszechnego z roku 2000 Sumy zamieszkiwało 295 847 osób. Podział etniczny na przestrzeni ostatnich dwóch stuleci kształtował się następująco:
- 1897 – 70,53% Ukraińców, 24,1% Rosjan 2,6% Żydów, 2.67% innych
- 1926 – 80,7% Ukraińców, 11,8% Rosjan 5,5% Żydów, 2% innych
- 1959 – 79% Ukraińców, 20% Rosjan, 1% innych

Przeważająca większość mieszkańców to chrześcijanie: (prawosławni, katolicy i protestanci). Istnieje również niewielka mniejszość żydowska.

### Mniejszość polska
Od 1999 roku działa tu Towarzystwo Kultury Polskiej, które organizuje uroczystości patriotyczne i prowadzi działania propagujące polską kulturę, współpracując z Konsulatem Generalnym RP w Charkowie i stowarzyszeniem Wspólnota Polska. W 2005 roku przy Centrum Polskim „Wiara, nadzieja, miłość” roku powstała polska szkoła sobotnio-niedzielna.

## Gospodarka
W mieście rozwinął się przemysł maszynowy, chemiczny, precyzyjny, spożywczy, włókienniczy, obuwniczy, odzieżowy oraz materiałów budowlanych.

## Galeria

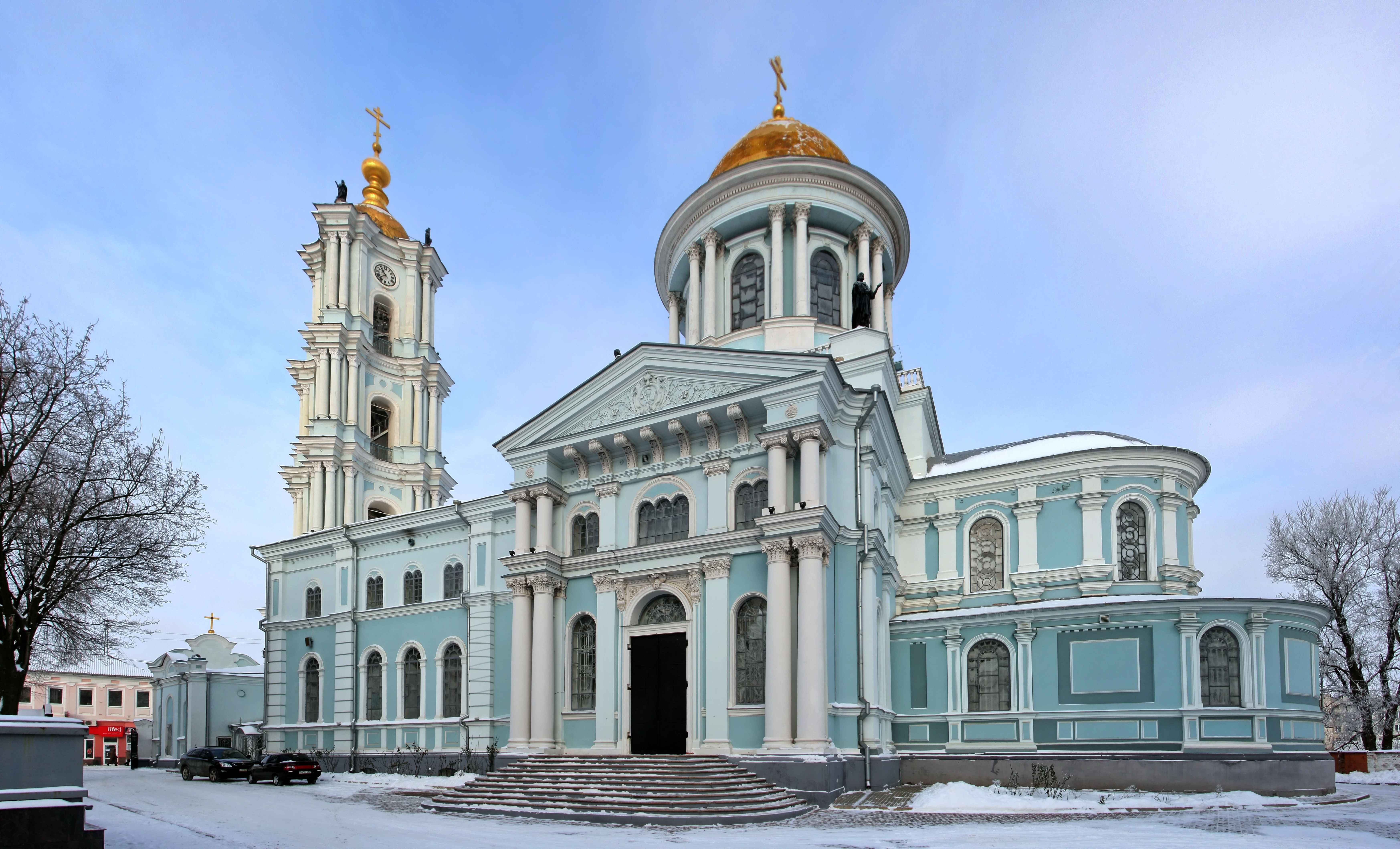
Sobór Spaso-Preobrażeński
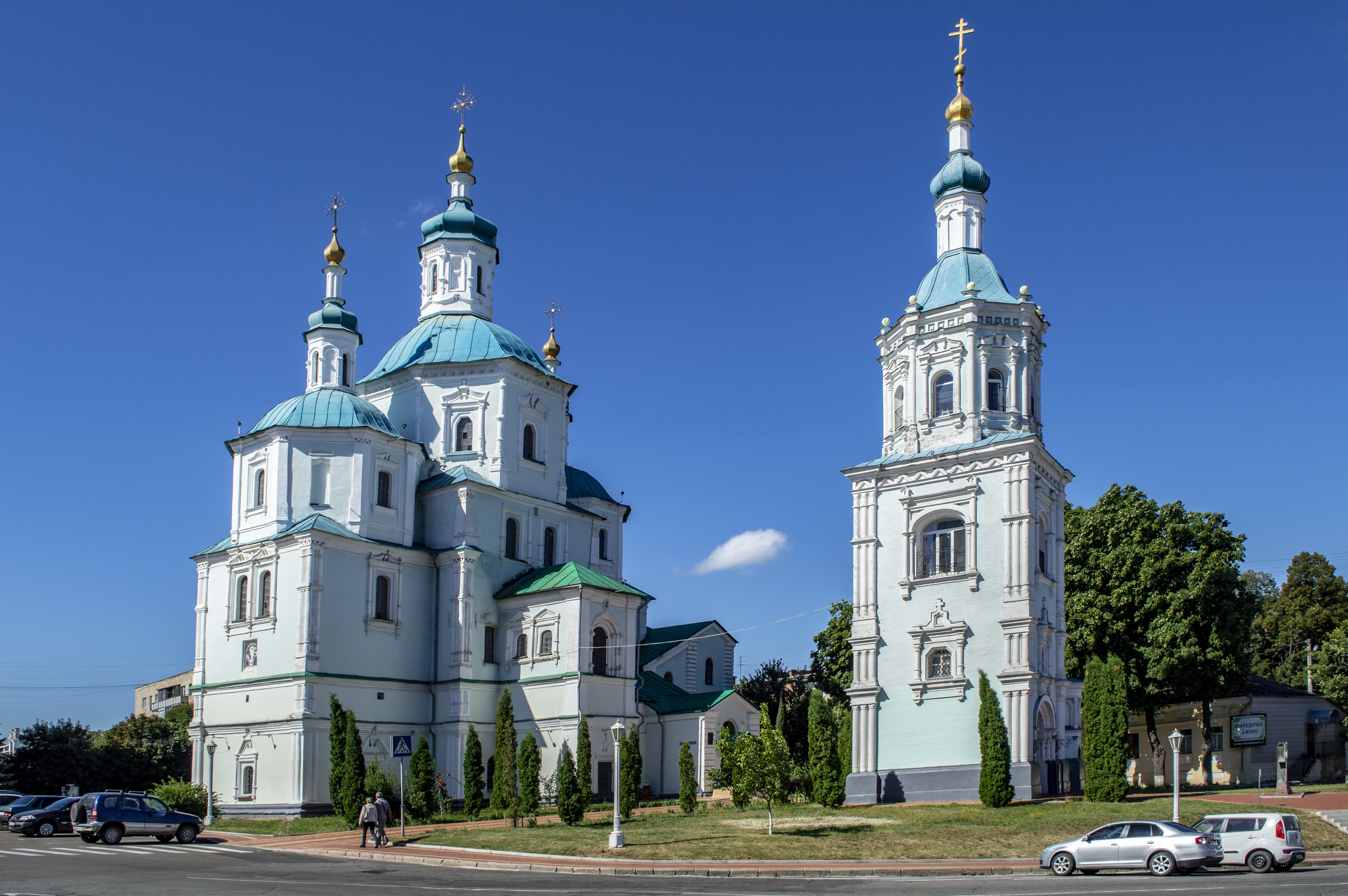
Sobór Woskresienski (Zmartwychwstania Pańskiego)
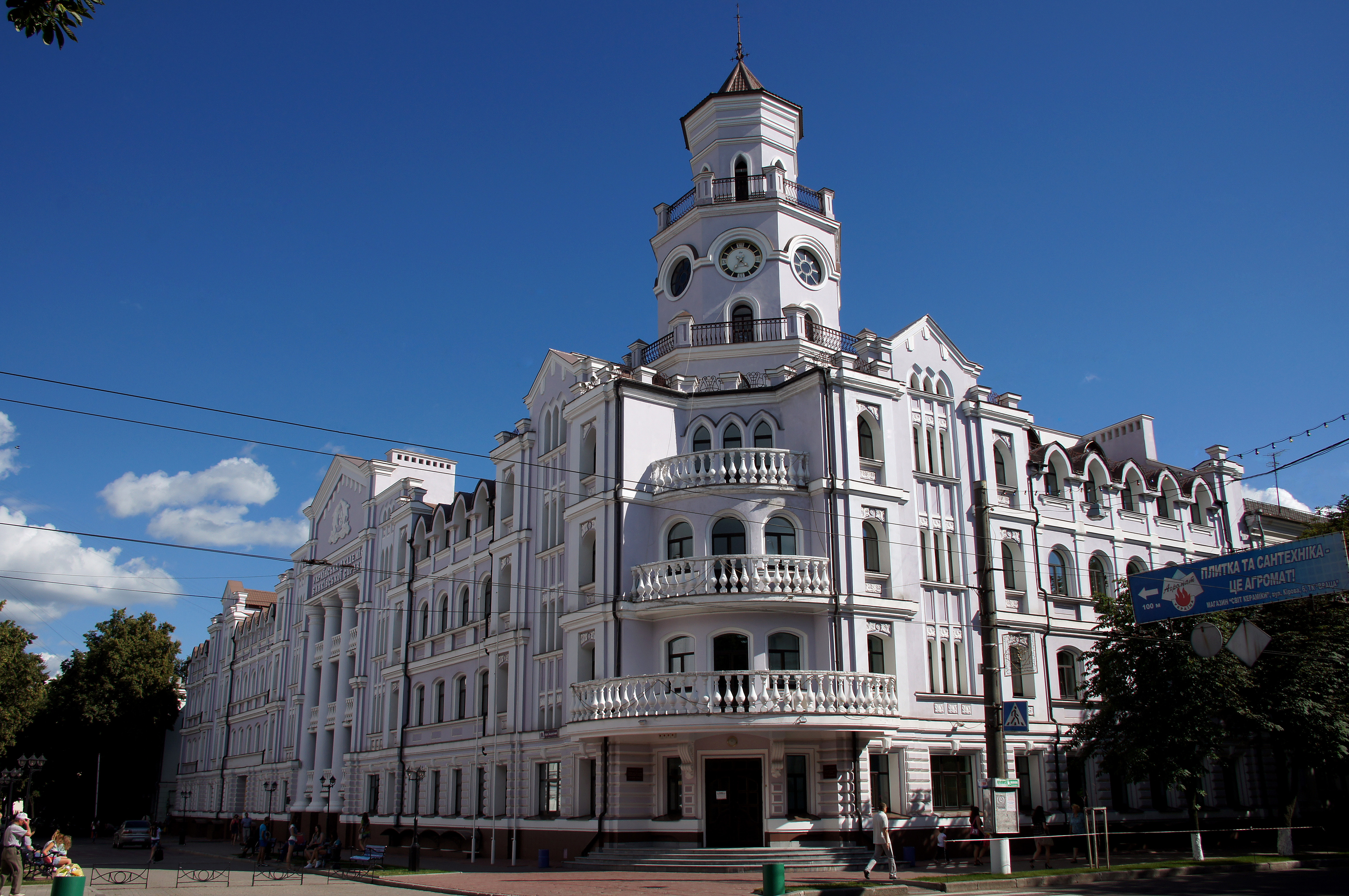
Akademia Bankowości
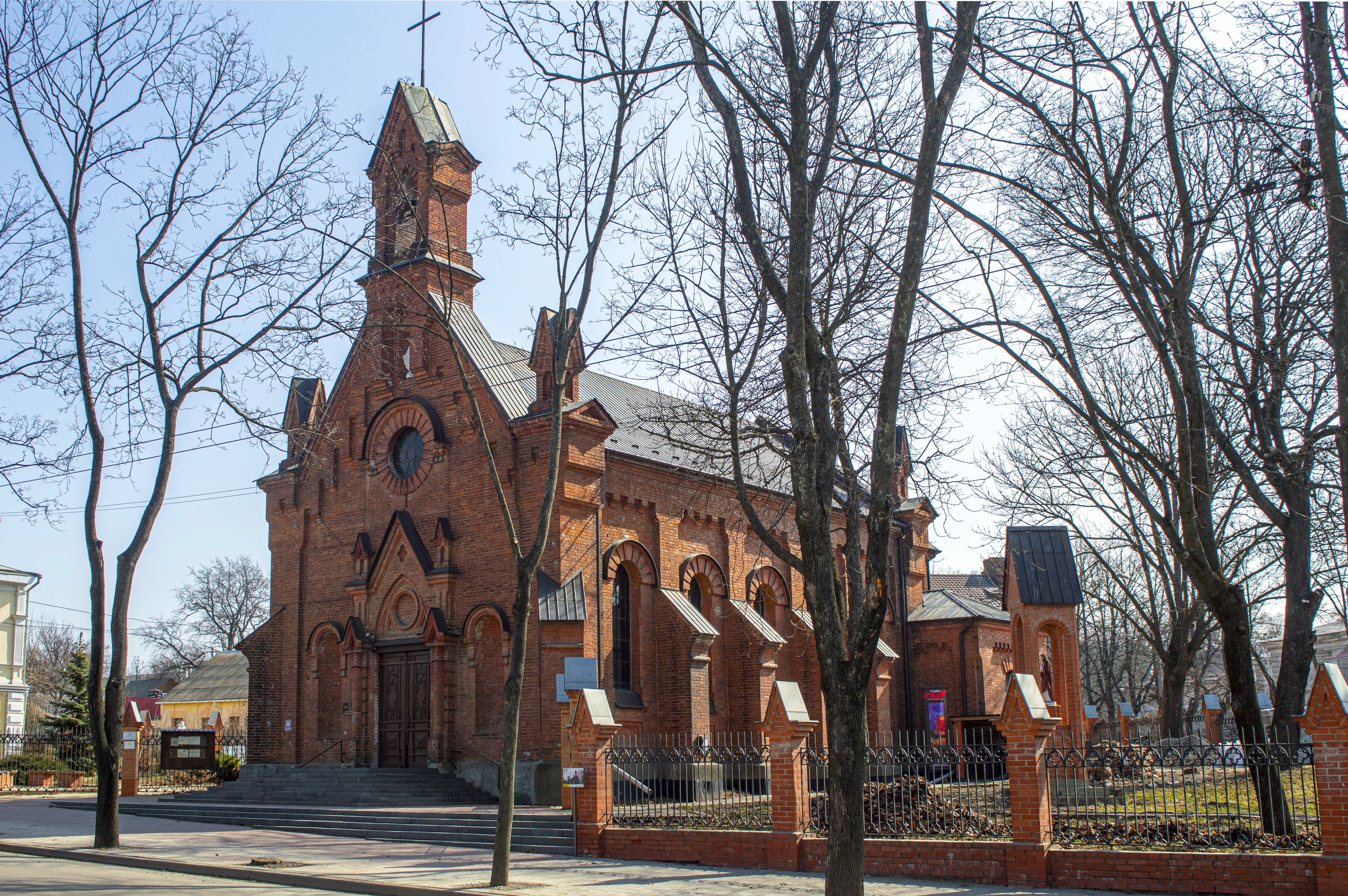
Kościół katolicki
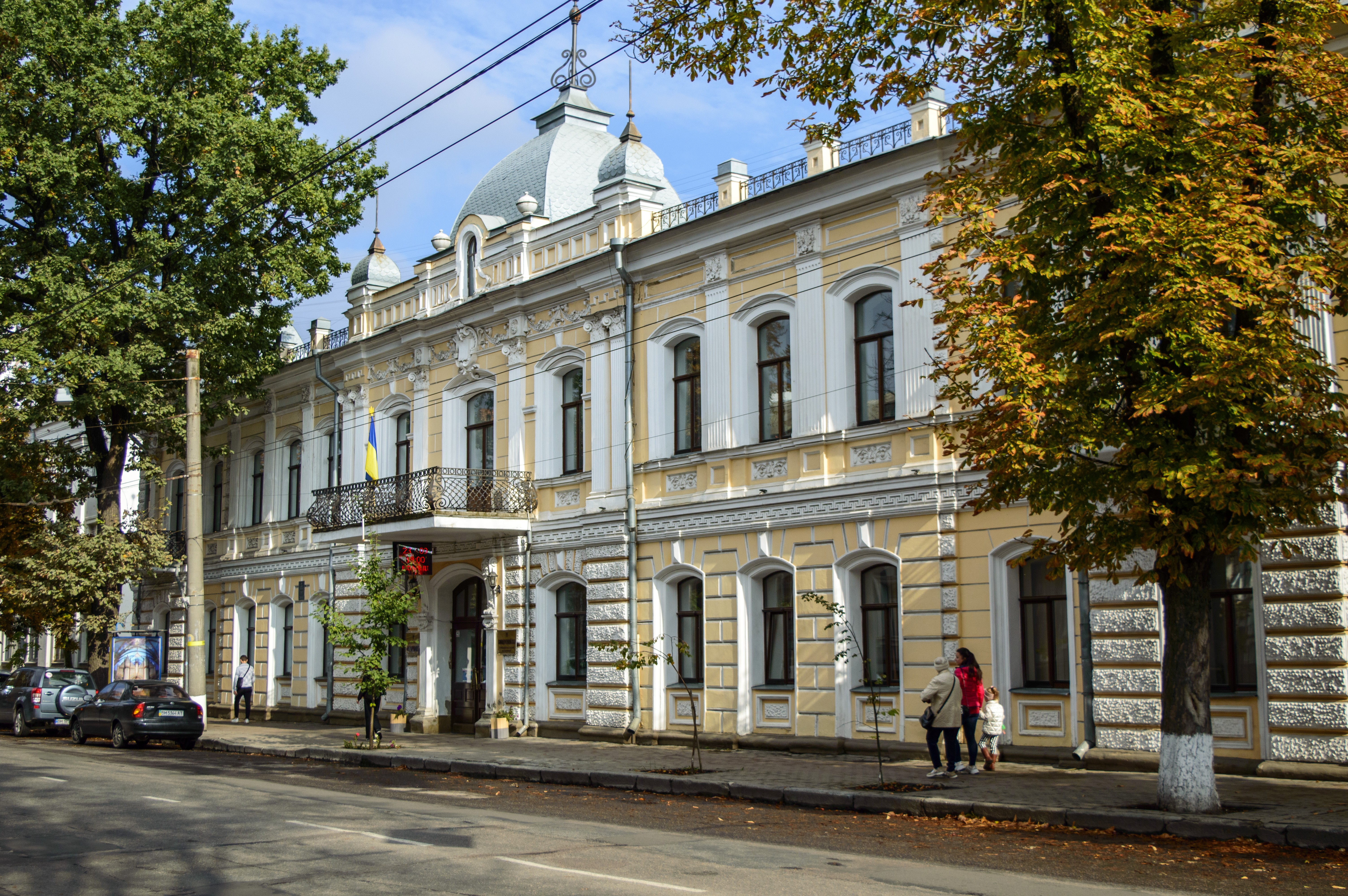
Filharmonia
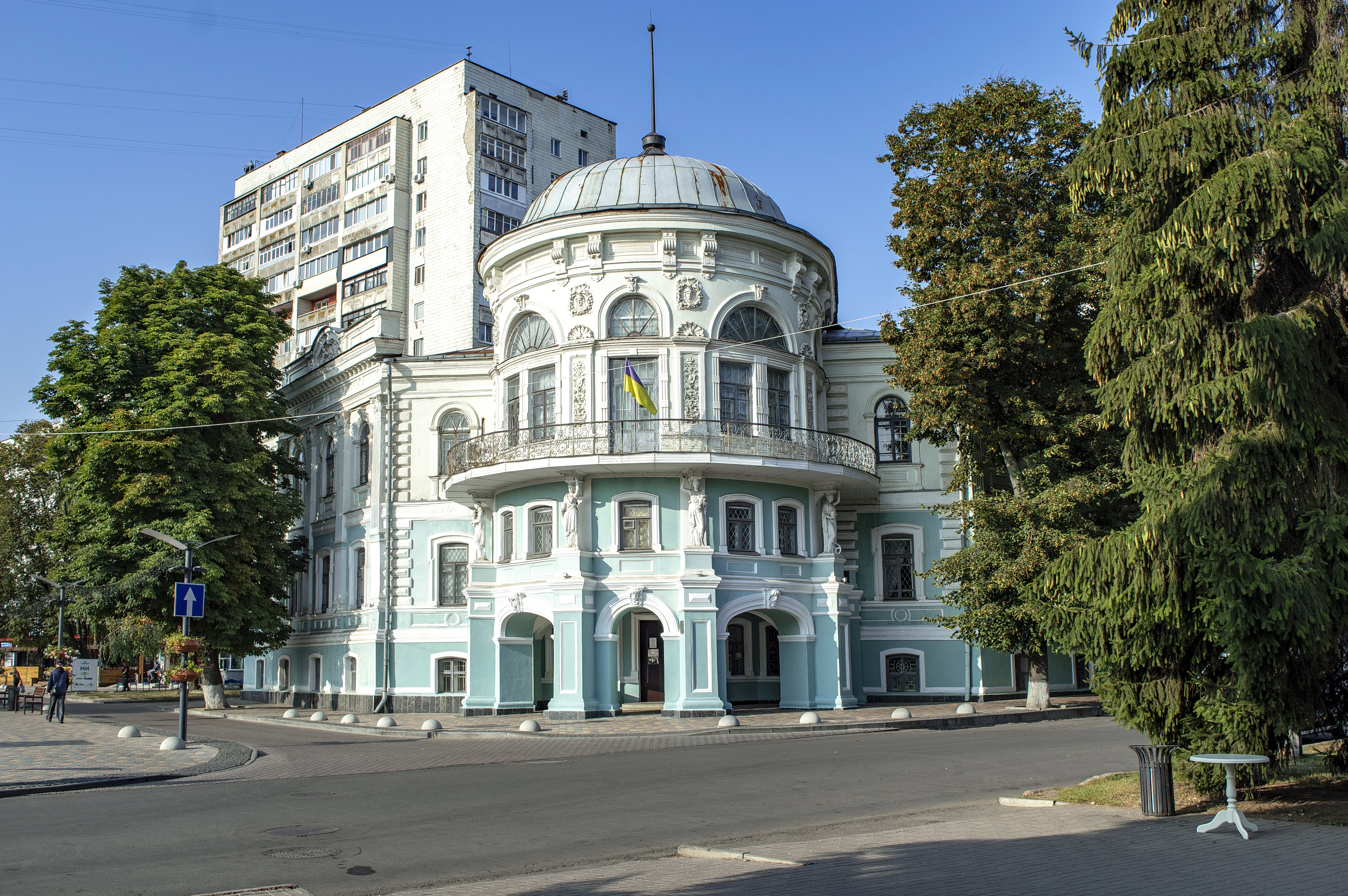
Muzeum krajoznawcze
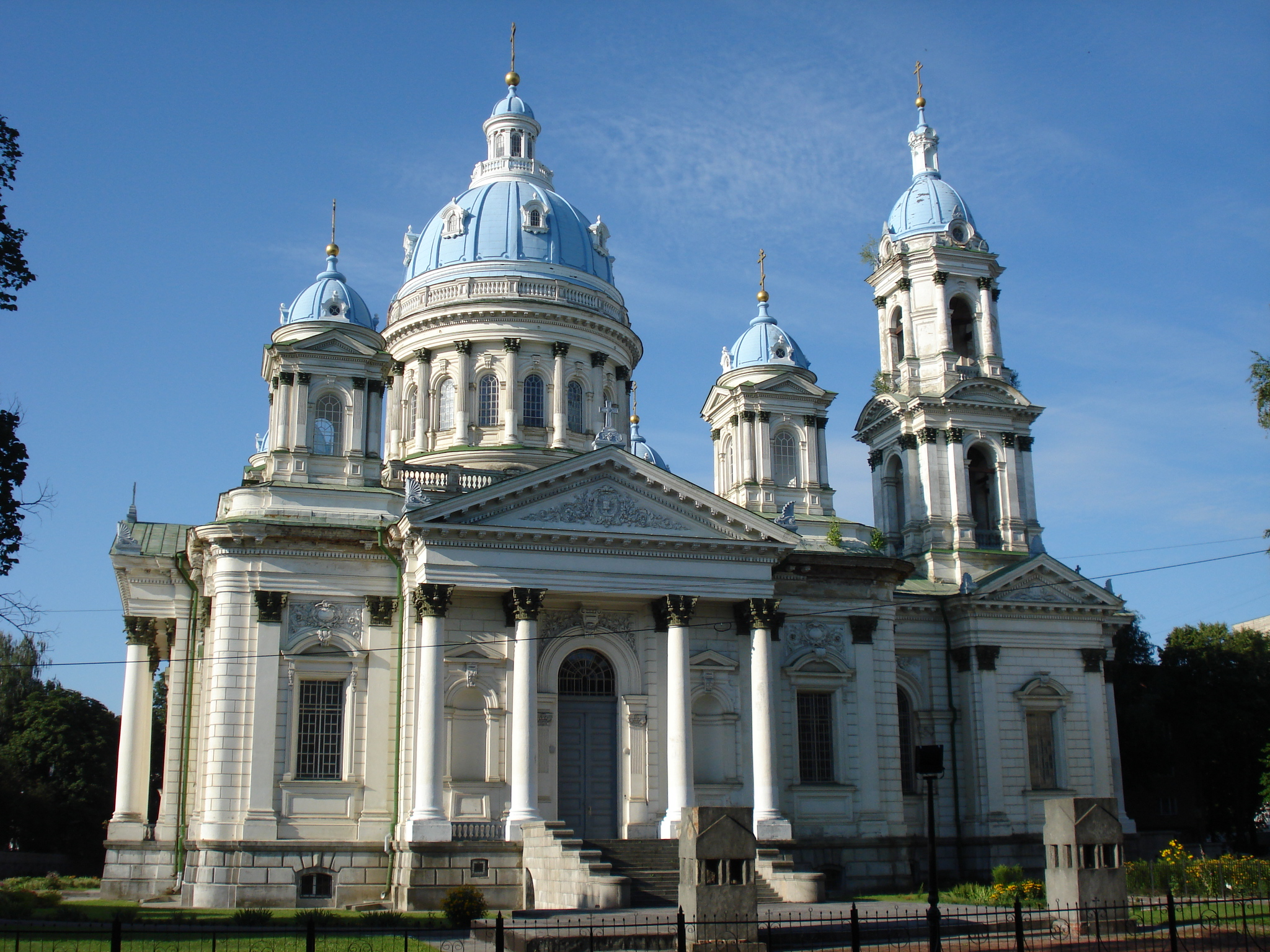
Cerkiew Troicka
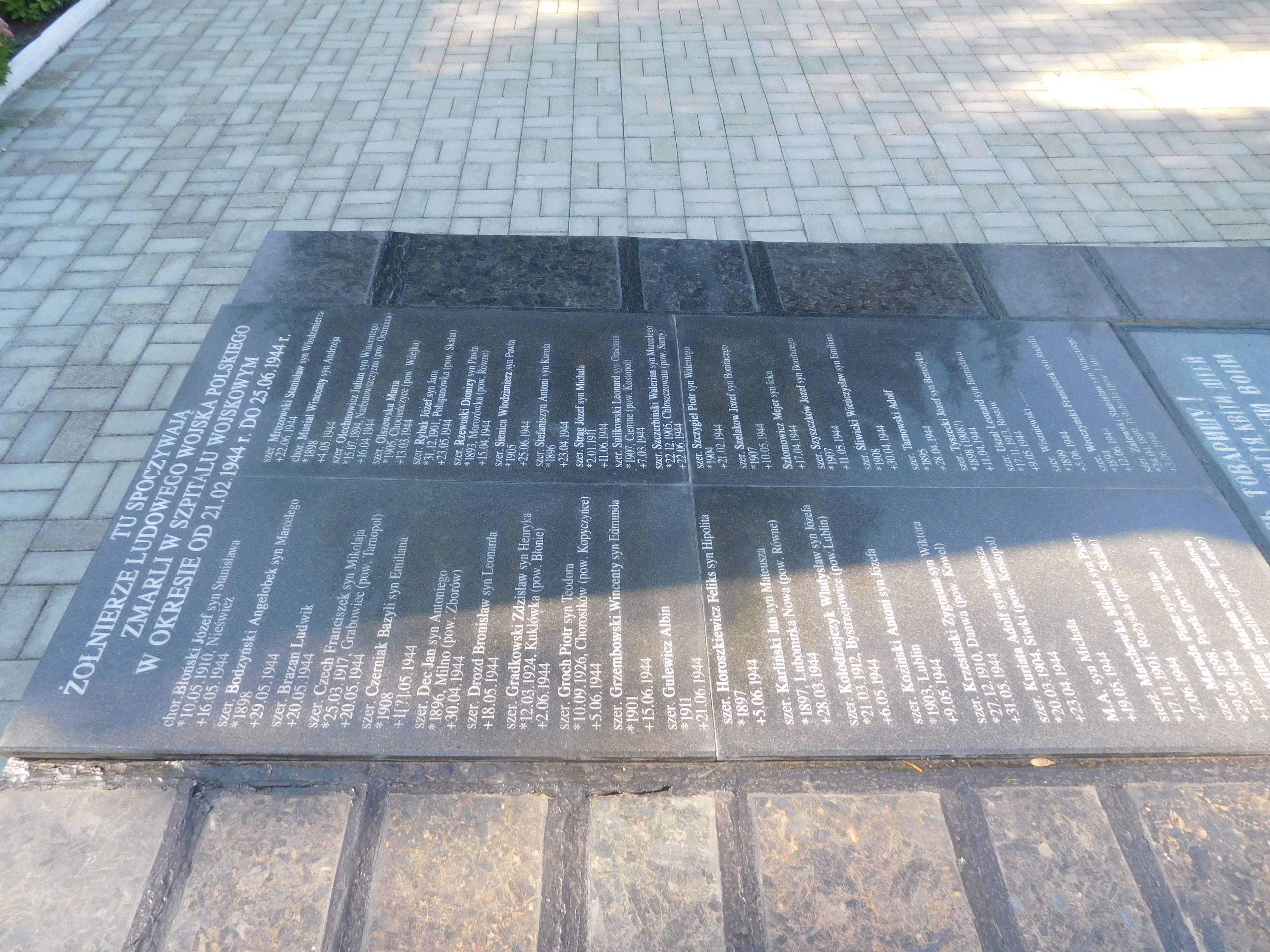
Grób zbiorowy żołnierzy polskich z II wojny światowej
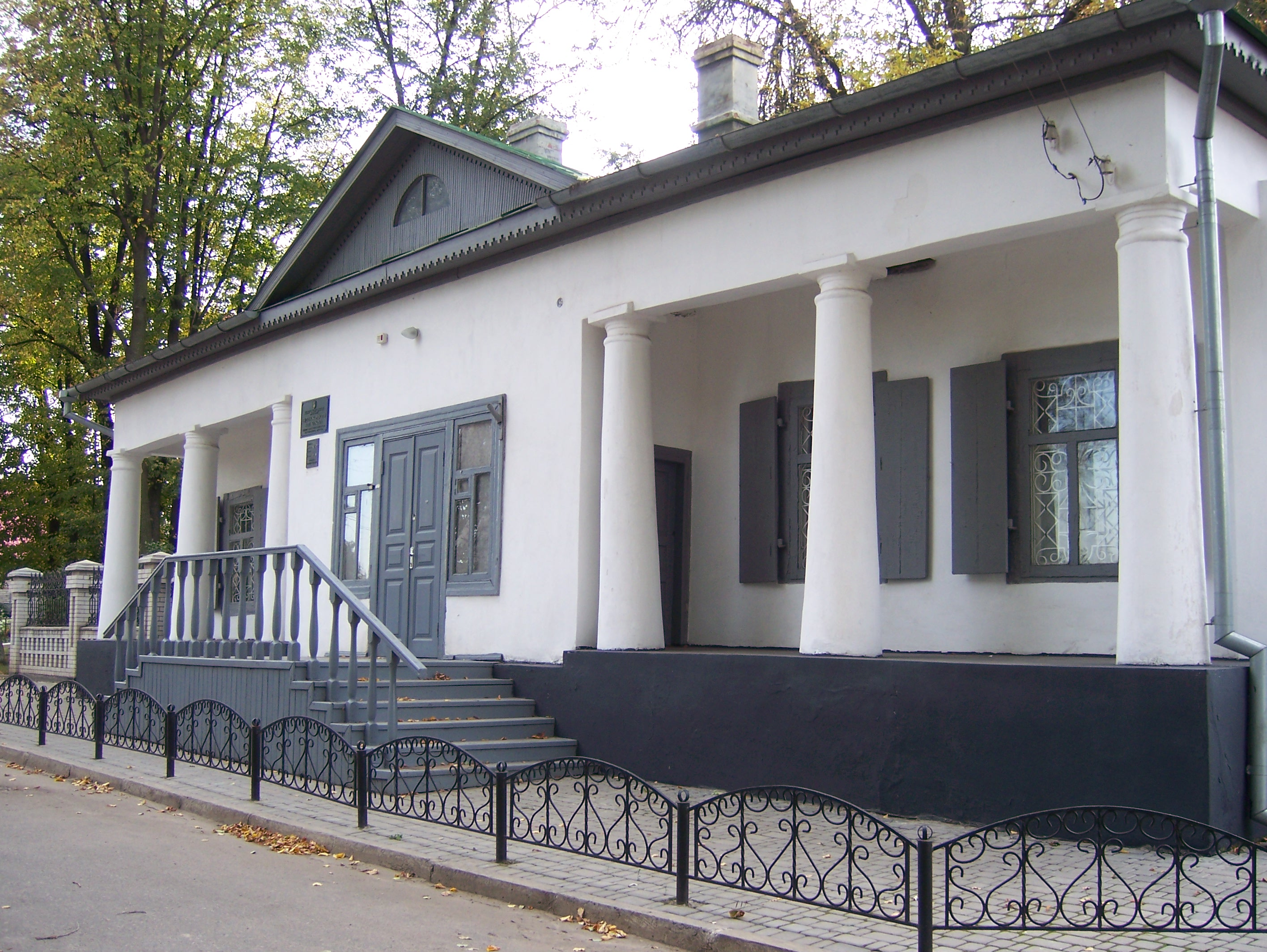
Muzeum Antona Czechowa

## Miasta partnerskie
- Wraca, Bułgaria
- Celle, Niemcy
- Gorzów Wielkopolski, Polska
- Zamość, Polska
- Lublin, Polska